# Christopher Corchiani
Christopher Corchiani Sr. (Coral Gables, Florida, Estats Units, 1968) és un jugador de basquetbol retirat que jugava a la posició de base. Va tenir una breu experiència a l'NBA després de la seva carrera en el bàsquet universitari amb NC State. Va ser el primer jugador en l'àmbit universitari en arribar a les 1.000 assistències. Des de llavors, només tres jugadors han aconseguit replicar aquesta fita.

## Institut i carrera universitària
Nascut a Coral Gables, Florida, Corchiani va assistir a la Kendall Acres Academy de Miami i a la Hialeah-Miami Lakes High School, a Hialeah, Florida.
En la seva etapa com a jugador universitari, Corchiani va jugar de 1988 a 1991 amb la North Carolina State University. Corchiani va ser el primer jugador de la Divisió I de la NCAA a registrar 1.000 assistències. A la temporada 1990–91, va liderar la nació en assistències per partit, amb 9,7 per partit. En el moment en què va acabar la seva carrera, ocupava el cinquè lloc de la llista de robatoris de tots els temps de la NCAA.

## Carrera professional
Corchiani va ser seleccionat pels Orlando Magic, amb la novena selecció de la segona ronda del draft de l'NBA de 1991. A més dels Magic, va jugar amb altres dos equips de l'NBA, els Boston Celtics i els Washington Bullets. També va jugar professionalment a Itàlia, Turquia, Espanya i Alemanya. Va ser membre de l'equip del Bayer Leverkusen, que va guanyar el títol de la Bundesliga alemanya el 1996 sota la direcció de l'entrenador Dirk Bauermann. L'any 2002 va guanyar la lliga ACB amb Tau Cerámica, al costat de jugadors com Elmer Bennett, Luis Scola i Andrés Nocioni, entrenat per Duško Ivanović.
Després de retirar-se del bàsquet, es va establir a Raleigh, Carolina del Nord, treballant com a agent immobiliari i després com a propietari d'un banc hipotecari. El 2007, va fundar una agència d'assegurances de títols.